# Supertaça Portuguesa de Basquetebol Feminino
Supertaça de Portugal Feminina de Basquetebol
A Supertaça de Portugal ou apenas Supertaça é um troféu que se disputa todos os anos entre o vencedor do Campeonato Nacional de Basquetebol e o vencedor da Taça de Portugal de Basquetebol. No caso de o mesmo clube ser Campeão Nacional e vencer a Taça de Portugal (dobradinha) disputa o jogo o clube que foi derrotado na final da Taça. Tradicionalmente, o jogo inaugura a época seguinte.

## Supertaça de Portugal Feminina de Basquetebol
| Época   | Final                                       | Final                                       | Final                                       |
| Época   | Campeão                                     | Resultado                                   | Finalista Vencido                           |
| ------- | ------------------------------------------- | ------------------------------------------- | ------------------------------------------- |
| 2024–25 | SL Benfica                                  | -                                           | GDESSA                                      |
| 2023–24 | Qtª Lombos                                  | 73 - 65                                     | GDESSA                                      |
| 2022–23 | SL Benfica                                  | 78 - 47                                     | GDESSA                                      |
| 2021–22 | SL Benfica                                  | 77 - 75                                     | Vitória SC                                  |
| 2020–21 | Não disputada devido à Pandemia de COVID-19 | Não disputada devido à Pandemia de COVID-19 | Não disputada devido à Pandemia de COVID-19 |
| 2019–20 | Olivais Coimbra                             | 55 - 39                                     | Vitória SC                                  |
| 2018–19 | U. Sportiva                                 | 80 - 69                                     | AD Vagos                                    |
| 2017–18 | Qtª Lombos                                  | 73 - 60                                     | GDESSA                                      |
| 2016–17 | U. Sportiva                                 | 69 - 56                                     | Olivais Coimbra                             |
| 2015–16 | U. Sportiva                                 | 76 - 57                                     | CAB Madeira                                 |
| 2014–15 | CAB Madeira                                 | 75 - 71                                     | Qtª Lombos                                  |
| 2013–14 | Algés e Dafundo                             | 68 - 62                                     | CAB Madeira                                 |
| 2012–13 | Algés e Dafundo                             | 66 - 64                                     | AD Vagos                                    |
| 2011–12 | Algés e Dafundo                             | 68 - 57                                     | Qtª Lombos                                  |
| 2010–11 | Olivais F.C.                                | 51 - 49                                     | AD Vagos                                    |
| 2009–10 | AD Vagos                                    | 65 - 58                                     | Olivais F.C.                                |
| 2008–09 | Olivais F.C.                                | 60 - 59                                     | AD Vagos                                    |
| 2007–08 | CAB Madeira                                 | 86 - 66                                     | GDESSA                                      |
| 2006–07 | CAB Madeira                                 | 77 - 63                                     | Boa Viagem                                  |
| 2005–06 | GDESSA                                      | 79 - 59                                     | CAB Madeira                                 |
| 2004–05 | GDESSA                                      | 86 - 49                                     | Santarém B.                                 |
| 2003–04 | CAB Madeira                                 | 72 - 68                                     | Santarém B.                                 |
| 2002–03 | Santarém B.                                 | 80 - 71                                     | CAB Madeira                                 |
| 2001–02 | Santarém B.                                 | 80 - 70                                     | CAB Madeira                                 |
| 2000–01 | CD Póvoa                                    | 76 - 63                                     | CAB Madeira                                 |
| 1999–00 | CAB Madeira                                 | 69 - 50                                     | Nacional da Madeira                         |
| 1998–99 | Olivais F.C.                                | 62 - 53                                     | U. Santarém                                 |
| 1997–98 | U. Santarém                                 | 84 - 60                                     | CAB Madeira                                 |
| 1996–97 | CAB Madeira                                 | 64 - 60                                     | U. Santarém                                 |
| 1995–96 | CAB Madeira                                 | 59 - 50                                     | Olivais F.C.                                |
| 1994–95 | E. Avenida                                  | 87 - 60                                     | U. Santarém                                 |
| 1993–94 | U. Santarém                                 | 59 - 56                                     | E. Avenida                                  |
| 1992–93 | E. Avenida                                  | 51 - 43                                     | Académico F.C.                              |
| 1991–92 | E. Avenida                                  | 77 - 64                                     | C.I.F.                                      |
| 1990–91 | E. Avenida                                  | -                                           |                                             |
| 1989–90 | E. Avenida                                  | -                                           |                                             |
| 1988–89 | C.I.F.                                      | -                                           |                                             |
| 1987–88 | C.I.F.                                      | -                                           |                                             |
| 1986–87 | Algés e Dafundo                             | -                                           |                                             |
| 1985–86 | C.I.F.                                      | -                                           |                                             |

## Títulos por Clube
- CAB Madeira – 7 (1995-96, 1996-97, 1999-2000, 2003-04, 2006-07, 2007-08, 2014-15)
- E. Avenida – 5 (1989-90, 1990-91, 1991-92, 1992-93, 1994-95)
- Algés e Dafundo - 4 (1986-87, 2011-12, 2012-13, 2013-14)
- Olivais F.C. – 4 (1998-99, 2008-09, 2010-11, 2019-20)
- U. Sportiva  - 3 (2015-16, 2016-17, 2018-19)
- C.I.F. – 3 (1985-86, 1987-88, 1988-89)
- SL Benfica - 2 ((2021-22, 2022-23)
- GDESSA  - 2 (2004-05, 2005-06)
- U. Santarém  – 2 (1993-94, 1997-98)
- Santarém B. – 2 (2001-02, 2002-03)
- Qtª Lombos - 2 (2017-18, 2023-24)
- CD Póvoa  - 1 (2000-01)
- AD Vagos  - 1 (2009-10)